# Viện kiểm sát
Viện kiểm sát có chức năng thực hiện quyền công tố. Viện kiểm sát và toà án là hai cơ quan thuộc nhánh Tư pháp trong bộ máy nhà nước (Lập pháp, Hành pháp, Tư pháp).

## Việt Nam
Việt Nam là một nước theo hệ thống Xã hội chủ nghĩa.
Bộ máy nhà nước của các nước nằm trong hệ thống các nước XHCN được xây dựng trên nguyên tắc quyền lực thuộc về nhân dân, nhân nhân thực hiện quyền lực của mình thông qua các cơ quan đại diện là Hội đồng nhân dân các cấp. Quốc hội là cơ quan quyền lực cao nhất. Mọi quyền lực đều tập trung ở Quốc hội, nhưng Quốc hội không trực tiếp thực thi quyền lực mà giao cho các cơ quan nhà nước, trong đó Viện kiểm sát nhân dân được giao chức năng kiểm sát việc tuân theo pháp luật nói chung (Hiến pháp 1960, 1980). Hiến pháp 1992 quy định VKSND kiểm sát việc tuân theo pháp luật và thực hành quyền công tố; Hiến pháp 1992 sửa đổi năm 2002 quy định VKSND thực hành quyền công tố và kiểm sát các hoạt động tư pháp. chức năng thực hành quyền công tố là chức năng chủ yếu của Viện kiểm sát.

### Phân cấp
Ở Việt Nam Viện kiểm sát được tổ chức ở các cấp:
Cấp trung ương: Viện kiểm sát nhân dân tối cao
Cấp tỉnh, thành phố trực thuộc trung ương: Viện kiểm sát nhân dân cấp tỉnh, thành phố trực thuộc trung ương.
Cấp huyện: Viện kiểm sát nhân dân huyện, quận, thị xã, thành phố trực thuộc tỉnh.
Còn có một hệ thống Viện kiểm sát quân sự bao gồm: Viện Kiểm sát quân sự Trung ương, Viện Kiểm sát quân khu và tương đương, Viện Kiểm sát khu vực.